# Curtius (Lübecker Familie)
Curtius ist der Name eines deutschen Geschlechts, das mit dem 1736 geborenen Karl Werner Curtius aus Livland nach Lübeck eingewandert ist und in diesem Zweig verschiedene bekannte Mitglieder hervorgebracht hat, darunter

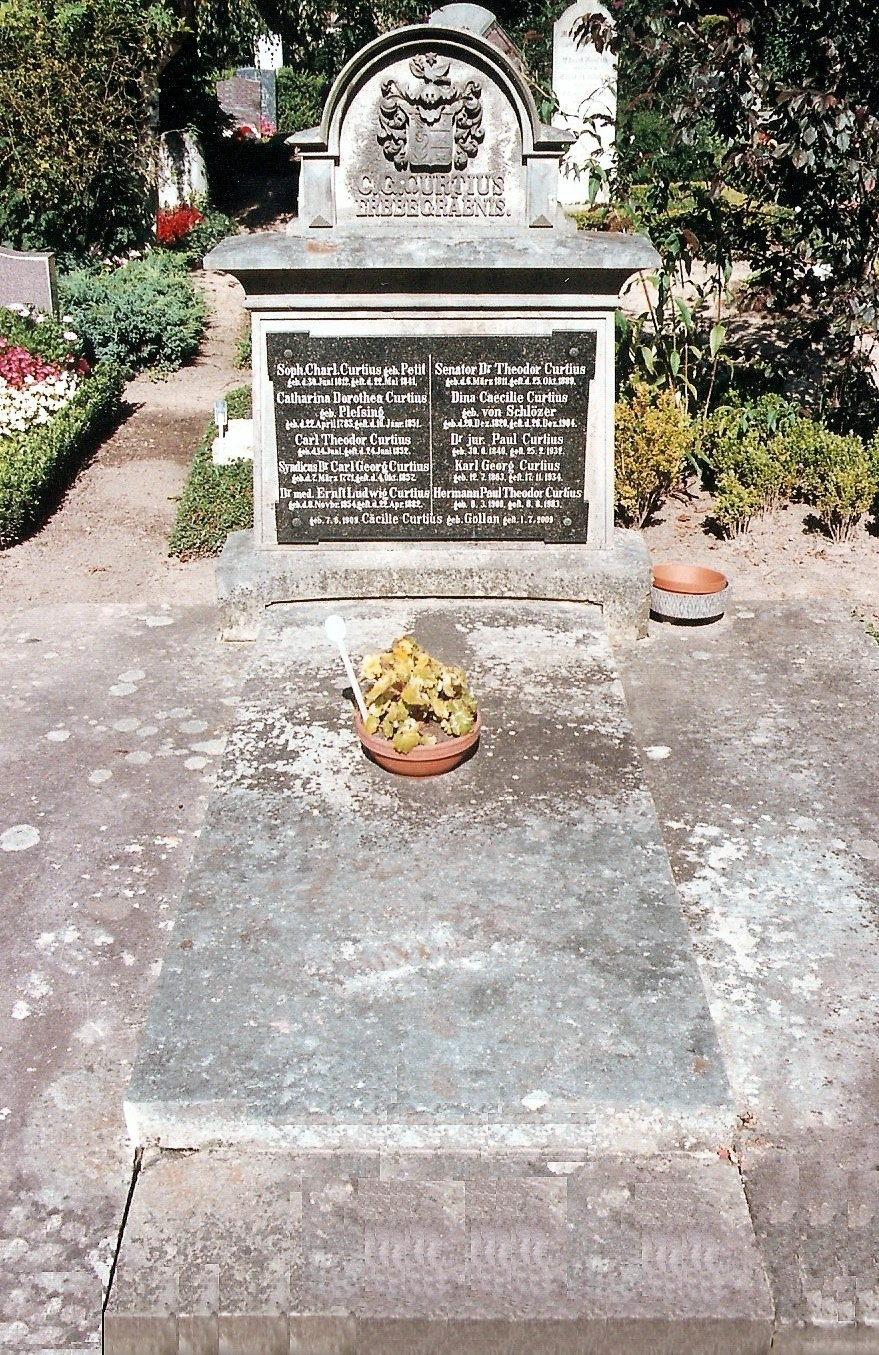
Erbbegräbnis C. G. Curtius auf dem Burgtorfriedhof in Lübeck

- Carl Hermann Curtius (1766–1819), Arzt in Lübeck
  - Adolph Curtius (1804–1888), Pastor in Siebeneichen
    - Carl Curtius (1841–1922), Altphilologe und Bibliothekar
- Carl Georg Curtius (1771–1857), Syndicus der Freien und Hansestadt Lübeck
  - Paul Werner Curtius (1808–1838), Redakteur der Lübeckischen Blätter, Pastor an St. Nicolai (Hamburg-Altengamme)
  - Theodor Curtius (1811–1889), Bürgermeister der Hansestadt Lübeck
    - sechs Kinder, darunter:
    - Paul Curtius (1849–1932), Jurist, Offizier und Autor

  - Ernst Curtius (1814–1896), klassischer Philologe, Historiker und Archäologe
    - Friedrich Curtius (1851–1933), Beamter, evangelischer Kirchendirektor und Landtagsabgeordneter
      - Ernst Robert Curtius (1886–1956), Literaturwissenschaftler
        - kinderlos

      - Olympia Curtius (1887–1979) ⚭ Viktor von Weizsäcker (1886–1957)
        - vier Kinder

      - Greda Curtius (1889–1972) ⚭ Werner Picht (1887–1965)
        - Georg Picht (1913–1982) ⚭ Edith Picht-Axenfeld (1914–2001)

      - Friedrich Curtius (1896–1975)

    - Dora Curtius (1854–1931) ⚭ Karl Georg Richard Lepsius (1851–1915)

  - Georg Curtius (1820–1885), klassischer Philologe

Es besteht wohl keine Verwandtschaft zu dem Theologen und Superintendenten der Lübecker Kirche Valentin Curtius (1493–1567).